# 장재영 (1945년)
장재영(1945년 5월 29일~)은 대한민국의 정치인이다. 제42·43·44대 전라북도 장수군수를 지냈다.
2002년 12월 19일 재보궐선거에서 전라북도 장수군수에 당선되었다. 이후 2006년 제4회 전국동시지방선거, 2010년 제5회 전국동시지방선거에서 당선되면서 3선 장수군수를 지냈다.

## 역대 선거 결과
|  | 43.85% |

|  | 39.25% |

|  | 38.01% |

|  | 50.02% |

|  | 54.63% |

| 전임 최용득 | 제42·43·44대 전라북도 장수군수 2002년 12월 19일~2014년 6월 30일 | 후임 최용득 |